# Zodiak (strip)
Zodiak is een Nederlandse stripreeks geschreven door Willem Ritstier met Minck Oosterveer als tekenaar. In opdracht van het dagblad De Telegraaf ontwikkelden de auteurs vanaf 1996 deze serie. De stripstroken verschenen dagelijks in de krant tot 2002. Beide auteurs verzorgden daarna enkele jaren de verhalen van Nicky Saxx.

## Verhaal
Deze fantasy-strip beschrijft hoe Tom van Santen en zijn vriendin Caren van der Plas per ongeluk in de wereld van Zodiak terechtkomen en verdwalen. In deze wereld is het leven gebaseerd op de twaalf tekens van de dierenriem.

## Albums
Alle albums zijn geschreven door Willem Ritstier, getekend door Minck Oosterveer en uitgegeven bij Uitgeverij Boumaar. Ron Streppel was verantwoordelijk voor de eindredactie. 
| Nummer | Titel                                       | Jaar |
| ------ | ------------------------------------------- | ---- |
| 1      | Libra / Ari                                 | 2000 |
| 2      | Scopii / De ring van Zodiak                 | 2000 |
| 3      | Chyron                                      | 2001 |
| 4      | De nevel                                    | 2001 |
| 5      | De hete adem van Nihl                       | 2001 |
| 6      | De terugweg                                 | 2002 |
| 7      | De poort naar alles, deel 1: Lexus          | 2002 |
| 8      | De poort naar alles, deel 2: Nieuwe legende | 2003 |
| 9      | Kwaad bloed                                 | 2004 |